# Diopsiulus proximatus
Diopsiulus proximatus är en mångfotingart som beskrevs av Filippo Silvestri 1916. Diopsiulus proximatus ingår i släktet Diopsiulus och familjen Stemmiulidae. Inga underarter finns listade i Catalogue of Life.